# Chaetodon trifascialis
Chaetodon trifascialis là một loài cá biển thuộc chi Cá bướm trong họ Cá bướm. Loài này được mô tả lần đầu tiên vào năm 1825.

## Từ nguyên
Từ định danh trifascialis được ghép bởi hai âm tiết trong tiếng Latinh: tiền tố tri ("ba") và fascialis ("có sọc"), hàm ý đề cập đến ba dải sọc đen trên cơ thể cá con của loài này, gồm dải băng qua mắt, dải thân sau và dải gần rìa vây đuôi (hai dải sau biến mất ở cá trưởng thành).

## Phân loại học
Dựa theo kết quả phân tích phát sinh chủng loại phân tử, duy nhất C. trifascialis được xếp vào phân chi Megaprotodon. Chiều rộng cơ thể tính từ phần lưng xuống bụng nhỏ hơn nhiều so với các loài Chaetodon khác.

## Phạm vi phân bố và môi trường sống

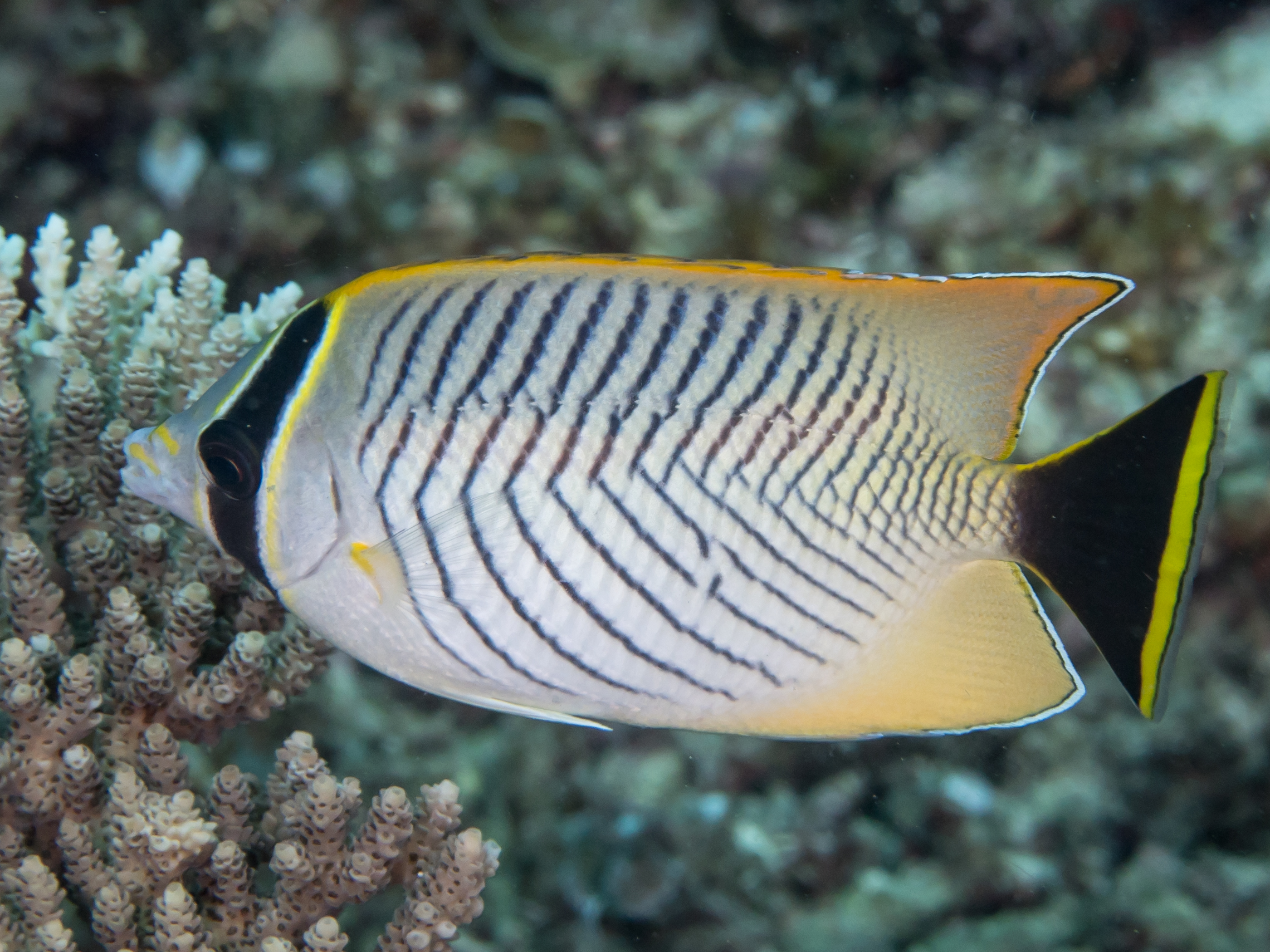
C. trifascialis

C. trifascialis có phân bố rộng khắp khu vực Ấn Độ Dương - Thái Bình Dương. Từ Biển Đỏ dọc theo bờ biển Đông Phi, phạm vi của C. trifascialis trải dài về phía đông đến Tuamotu (Polynésie thuộc Pháp), ngược lên phía bắc đến vùng biển phía nam Nhật Bản; xa về phía nam đến đảo Lord Howe (Úc) và Rapa Iti (Polynésie thuộc Pháp); nhiều cá thể lang thang đã được ghi nhận quần đảo Hawaii.
Ở Việt Nam, C. trifascialis được ghi nhận tại cồn Cỏ (Quảng Trị); cù lao Chàm (Quảng Nam), đảo Lý Sơn (Quảng Ngãi) và quần đảo Hoàng Sa; Phú Yên; vịnh Nha Trang (Khánh Hòa); Ninh Thuận; cù lao Câu và một số đảo đá ngoài khơi Bình Thuận; cũng như tại Côn Đảo.
C. trifascialis sinh sống tập trung ở những khu vực mà san hô phát triển phong phú trên các rạn viền bờ hay trong các đầm phá, độ sâu khoảng 2–30 m.
Do sống phụ thuộc vào nguồn thức ăn là san hô nên C. trifascialis bị ảnh hưởng rất nhiều sau các sự kiện san hô bị tẩy trắng, đặc biệt là san hô Acropora hyacinthus (san hô ưa thích của C. trifascialis). Ước tính, số lượng C. trifascialis đã bị suy giảm từ 20 đến 37% do các rạn san hô mất dần. Vì vậy, C. trifascialis được xếp vào Loài sắp bị đe dọa theo Sách đỏ IUCN.

## Mô tả

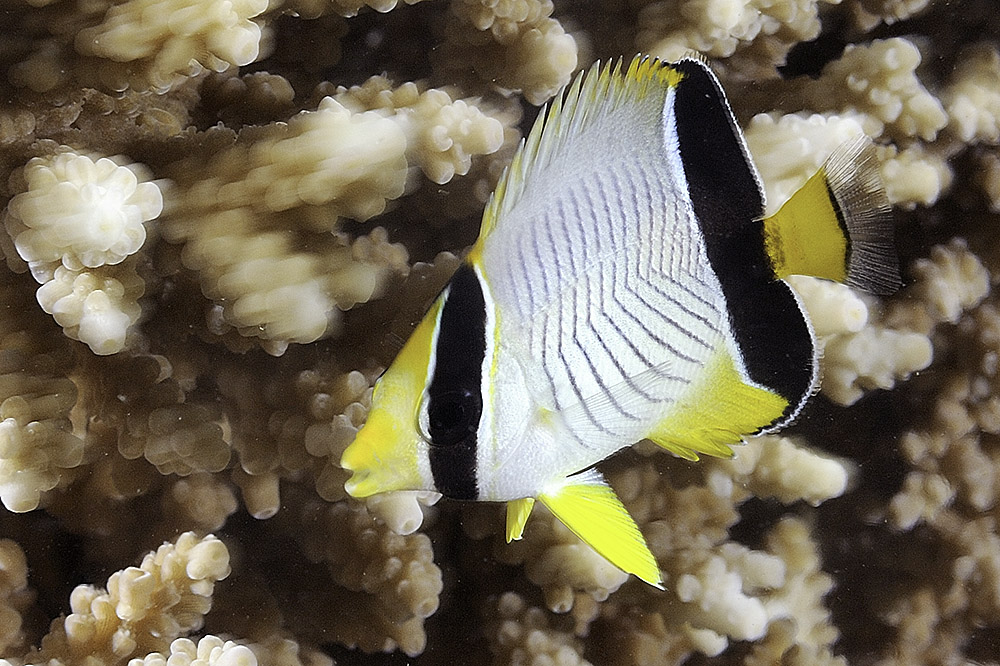
Cá con

C. trifascialis có chiều dài cơ thể lớn nhất được ghi nhận là 18 cm. Cơ thể màu trắng với các vệt sọc đen hình chữ V ở hai bên thân. Đầu có một dải đen băng qua mắt. Vây ngực trong suốt; có đốm vàng ở gốc. Vây bụng màu trắng. Vây lưng và vây hậu môn màu vàng cam nhạt. Vây đuôi den với sọc vàng sát rìa. Vào ban đêm, C. trifascialis xuất hiện thêm hai vệt trắng lớn giữa thân (có khi nối liền thành một vệt dài theo chiều ngang cơ thể), được bao quanh bởi một vùng màu nâu sẫm; sọc đen trên mắt trở nên mờ hơn.
Cá con có thêm dải sọc đen ở thân sau từ vây lưng xuống vây hậu môn. Vây bụng màu vàng. Vây đuôi màu vàng ở nửa trong, nửa ngoài trong suốt, hai phần này được ngăn cách bởi một vạch đen.
Số gai ở vây lưng: 13–15; Số tia vây ở vây lưng: 14–16; Số gai ở vây hậu môn: 4–5; Số tia vây ở vây hậu môn: 13–15; Số tia vây ở vây ngực: 14; Số gai ở vây bụng: 1; Số tia vây ở vây bụng: 5; Số vảy đường bên: 22–29.

## Sinh thái học và hành vi
C. trifascialis có xu hướng sống đơn độc, ít khi kết đôi với nhau. Là loài ăn san hô bắt buộc, C. trifascialis ưa thích san hô thuộc chi Acropora, Stylophora pistillata và Pocillopora eydouxi.

### Lãnh thổ và sinh sản
Hành vi sống thành nhóm hậu cung của C. trifascialis đã được bắt gặp trên một rạn san hô ngoài khơi đảo Kuroshima, Okinawa (Nhật Bản). Mỗi lãnh thổ của một con đực bao gồm lãnh thổ của 2–3 con cái, và mỗi cá thể bảo vệ lãnh thổ của mình trước những cá thể cùng giới ở gần đó. Vào ban ngày, cá đực thường xuyên đến thăm những con cá cái sống trong lãnh thổ của nó. Vào lúc hoàng hôn của những ngày trăng tròn hoặc trăng non, cá đực thực hiện màn tán tỉnh và sự sinh sản diễn ra trong hoặc gần lãnh thổ của những con cá cái. Khi một con đực chủ động tán tỉnh một con cá cái trong lãnh thổ của con đực thứ hai, con đực thứ hai ngay lập tức đuổi theo con đực đầu tiên.
Là loài có tính lãnh thổ, C. trifascialis tỏ ra hung hăng với những loài cá bướm ăn san hô khác (như Chaetodon lunulatus) kiếm ăn trong phạm vi của chúng.

## Thương mại
C. trifascialis ít được xuất khẩu trong ngành thương mại cá cảnh vì chế độ ăn đặc biệt khiến chúng khó sống được trong điều kiện nuôi nhốt mà không có san hô.